# Ishman Bracey
Ishman Bracey (ur. 9 stycznia 1901 w Byram, USA, zm. 12 lutego 1970 w Jackson, USA) – amerykański gitarzysta i wokalista bluesowy. 
Przedstawiciel wczesnego bluesa Delty. Bliski przyjaciel Tommy’ego Johnsona. Pierwszego nagrania dokonał dla wytwórni Victor w Memphis w lutym 1928 roku, gdzie przy nagrywaniu towarzyszył mu Charlie McCoy na drugiej gitarze. Nagrywał także z zespołem New Orleans Nehi Boys, w skład którego wchodzili również Kid Ernest Michall na klarnecie, Charles Taylor na pianinie. Kontynuował karierę muzyka wraz z Tommym Johnsonem w Medicine-Show Circuit. 
Po II wojnie światowej przeszedł religijną przemianę i nie chciał kontynuować kariery muzyka bluesowego. Grał w lokalnych kościołach do śmierci w 1970 roku.